# طبخ بن-ماری

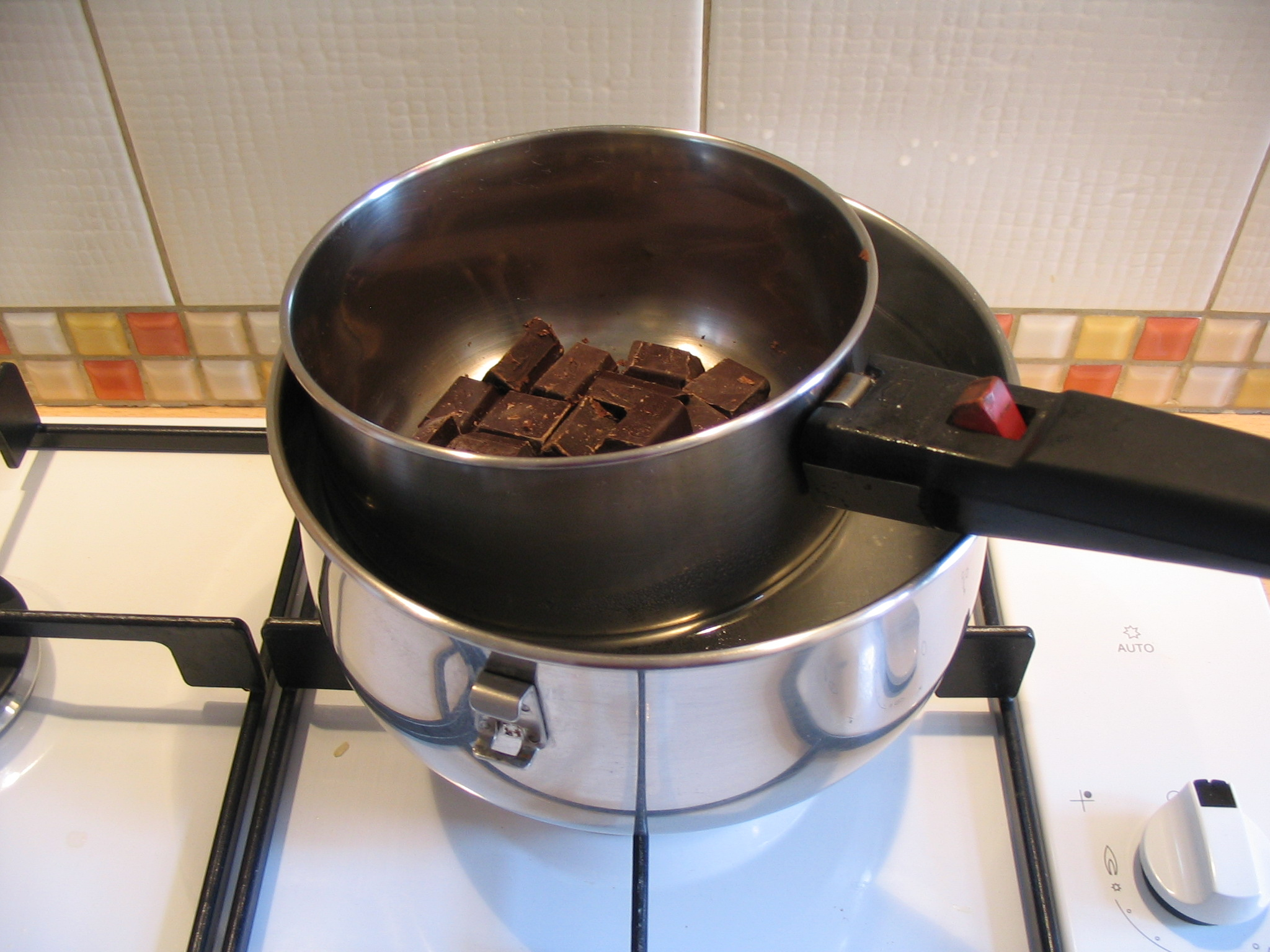
ذوب کردن شکلات به روش طبخ بن ماری

طبخ بن-ماری (انگلیسی: Bain-marie) یکی از روش های گرم کردن است که در علم،صنعت و آشپزی جهت گرم کردن مواد به آرامی و بتدریج و ثابت نگه داشتن درجه حرارت مواد، یا گرم نگه داشتن مواد به مدت طولانی بکار می رود. طبخ بن ماری همچنین برای ذوب کردن مواد تشکیل‌دهنده جهت آشپزی بکار برده می شود.
این مورد یکی از روش های طبخ غیر مستقیم از آشپزی در نوع مرطوب می باشد . 